# Taurul (constelație)
Taurul (pe latinește Taurus) este o constelație marcantă din emisfera cerească nordică. Întrucât este tăiată de planul eclipticii constelația face parte din constelațiile zodiacale, simbolul său fiind capul stilizat al unui taur  (Unicode ♉). Taurul este una dintre constelațiile zodiacului, ceea ce înseamnă că este traversată de planul ecliptic. Taurul este o constelație mare și proeminentă în cerul de iarnă al emisferei nordice. Este una dintre cele mai vechi constelații, datând cel puțin din Epoca Bronzului timpuriu când a marcat locul Soarelui la Echinocțiul de primăvară. Importanța sa pentru calendarul agricol a influențat diverse figuri de taur în mitologiile din Sumerul Antic, Akkad, Asiria, Babilon, Egipt, Grecia și Roma.
Există o serie de caracteristici care prezintă interes pentru astronomi. Taurul găzduiește două dintre cele mai apropiate de Pământ roiuri deschise, Pleiadele și Hiadele, ambele fiind vizibile cu ochiul liber. De primă magnitudine, gigantul roșu Aldebaran este cea mai strălucitoare stea din constelație. În partea de nord-vest a Taurului se află restul de supernova Messier 1, mai cunoscut sub numele de Nebuloasa Crabului. Una dintre cele mai apropiate regiuni active de formare a stelelor, complexul Taurus-Auriga (Taur-Vizitiul), traversează partea nordică a constelației. Steaua variabilă T Tauri este prototipul unei clase de stele din pre-secvența principală.

## Caracteristici
În septembrie și octombrie, Taurul este vizibil seara de-a lungul orizontului estic. Cea mai favorabilă perioadă de observare a Taurului pe cerul de noapte este în lunile decembrie și ianuarie. Până în martie și aprilie, constelația va apărea la vest în timpul crespuculului de seară.
Această constelație face parte din zodiac și, prin urmare, este intersectată de ecliptică. Acest cerc de pe sfera cerească formează calea aparentă a Soarelui, pe măsură ce Pământul își completează orbita anuală. Având în vedere că planul orbital al Lunii și al planetelor se află în apropierea eclipticii, ele pot fi găsite de obicei în constelația Taur, în anumită perioadă a fiecărui an. Planul galactic al Căii Lactee intersectează colțul nord-estic al constelației, iar anti-centrul galactic se află lângă granița dintre Taur și Auriga. Taurul este singura constelație traversată de toate cele trei ecuator galactic, ecuator celestial și ecliptic. O structură galactică asemănătoare inelului cunoscută sub numele de Inelul Gould trece prin constelație. 
Abrevierea recomandată, formată din trei litere, pentru constelație, adoptată de Uniunea Astronomică Internațională în 1922, este "Tau". Limitele constelației oficiale, stabilite de Eugène Delporte în 1930, sunt definite de un poligon de 26 de segmente. În sistemul de coordonate ecuatoriale, coordonatele corecte ale acestor margini se află între 03h 23.4m și 05h 53.3m, în timp ce coordonatele de declinare sunt între 31.10 ° și -1.35 °.  Deoarece o mică parte a constelației se află la sud de ecuatorul ceresc, aceasta nu poate fi o constelație în întregime circumpolară la orice latitudine. 

## Descriere și localizare

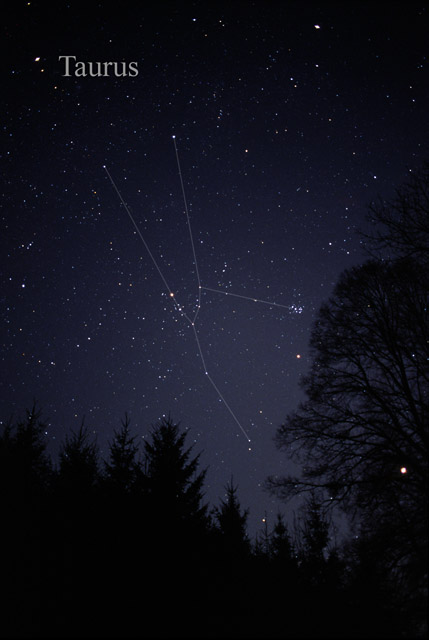
Constelația Taurul văzută cu ochiul liber. Pentru identificarea mai ușoară au fost trasate linii între stele.

În timpul lunii noiembrie, dușul de meteoriți Taurid pare să radieze din direcția generală a acestei constelații. Dușul de meteoriți Beta Taurid apare în lunile iunie și iulie în timpul zilei și se observă în mod normal folosind tehnici radio. Între 18 și 29 octombrie, atât Tauridele nordice, cât și Tauridele sudice sunt active; deși ultimul flux este mai puternic . Cu toate acestea, între 1 și 10 noiembrie, cele două fluxuri sunt egale. 
Cel mai strălucit membru al acestei constelații este Aldebaran, o stea gigantică de clasă spectrală K5 III, de culoare portocalie.  Numele lui provine de la الدبران al-dabarān, arabă pentru "urmașul", probabil din faptul că urmează Pleiadele în timpul mișcării nocturne a sferei cerești pe cer.  Formarea profilului unei fețe de Taur il constituie un asterism de stele în formă de V sau K. Această schiță este creată de membrii proeminenți ai Hiadelor, cea mai apropiată grupare de stele deschisă, după Curentul de stele din Ursa Mare (Ursa Major Moving Group).  În acest profil, Aldebaran formează ochiul sângeriu al taurului, care a fost descris ca fiind "uitandu-se amenintator catre vanatorul Orion", o constelație care se află spre sud-vest. Hiadele cuprind aproximativ 5 ° de cer, astfel încât acestea pot fi văzute în întregime numai cu binoclu sau cu ochiul liber. Acesta include o stea dublă de ochi liber, Theta Tauri (numele propriu al Theta2 Tauri este Chakumuy) , cu o separare de 5,6 arcminute. 

### Observarea stelelor

#### Localizarea constelației
Constelație majoră a cerului hibernal al emisferei nordice, Taurul este situat între Berbecul la Vest și Gemenii la Est. Vizitiul și Perseu se găsesc la Nord, Balena și Eridanul la Sud-Vest, iar Orion la Sud-Est.
Aldebaran se reperează fie pornind de la Orion (în prelungirea dreptei care unește Cei trei Regi), sau prin proximitatea cu Pleiadele. Este steaua strălucitoare  care domină axa Orion - Pleiadele. Aldebaran poate fi identificat și direct prin „V”, al cărui vârf îi marchează una dintre extremități

#### Forma constelației
Aldebaran (α Tauri), roșie și strălucitoare, una dintre stelele de primă magnitudine, se găsește în mijlocul acestei constelații. În spatele ei se află roiul Hiade, roiul deschis cel mai apropiat de Terra, care, împreună cu Aldebaran, formază un „V” care marchează capul Taurului. Coarnele  se întind la Vest, marcate de Elnath (β Tauri,în mod tradițional împărțită de Vizitiul și ζ Tauri). Spre mijlocul constelației se află unul dintre roiurile deschise cele mai cunoscute, ușor vizibil cu ochiul liber, Pleiadele.

## Mitologie

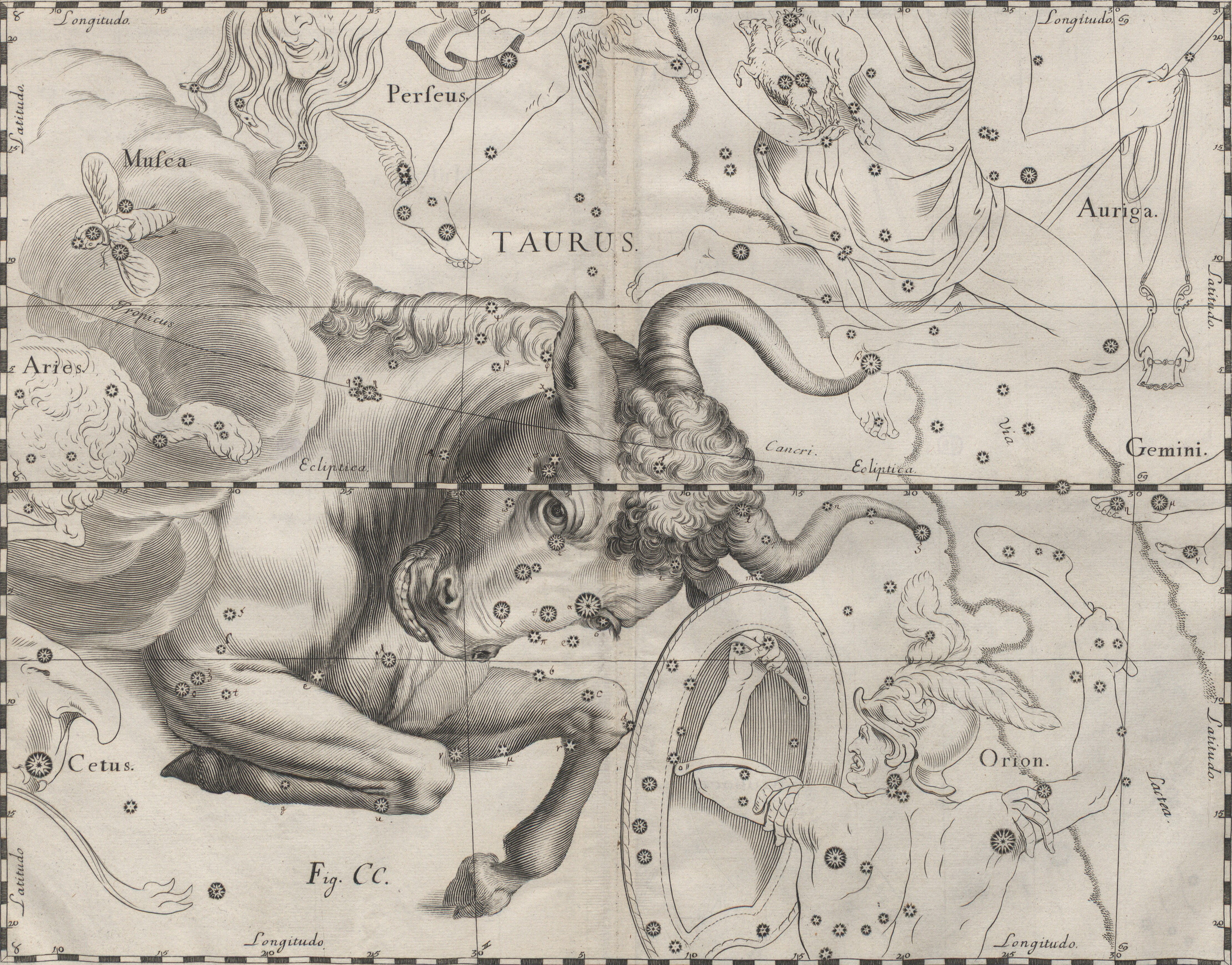
Taurul în Uranographia de Johannes Hevelius

Fiind o constelație a Zodiacului, caracteristi cu roiurile sale, Taurul este o constelație foarte veche. 
În Mitologia greacă Taurul ar putea fi fie forma bovină folosită de Zeus pentru a comite raptul Europei, fie Taurul trimis de Poseidon la Minos. 
Totuși este în general pusă pe seama Taurului de aramă (potrivit versiunilor, doar copitele  ar fi de aramă sau corpul întreg), Gorgona care l-a inspirat pe tiranul Phararis să construiască un instrument de tortură cu același nume, dominat de Iason și ucis, mai târziu, de Tezeu. la Marathon

## Obiecte cerești
- Hiade
- Pleiadele